# Castell de Swords
El Castell de Swords (Swords Castle en anglès) és un castell situat a Swords, just al nord de Dublín, al comtat de Fingal, Irlanda. Va ser construït com una residència senyorial de l'arquebisbe de Dublín al voltant de l'any 1200 o una mica més tardà.
Mai va ser un castell important en el sentit militar, però cobria una extensa àrea emmurallada pentagonal d'uns 6.000 m² amb una torre en el nord, probablement la residència del conestable, i una impressionant porta d'entrada en el sud. El zelador podria haver ocupat l'habitació a l'esquerra de la porta, mentre que a la dreta es trobava l'habitació del porter amb l'habitació del sacerdot a dalt. La capella adjunta, construïda a la fi del segle xiii, probablement va ser usada com l'oratori de l'arquebisbe.
Altres edificis, documentats en una recerca a l'any 1326 i que ja no existeixen, incloïen el gran vestíbul en el costat est del claustre. L'arquebisbe va abandonar Swords quan l'any 1324 es va construir un nou palau a Tallaght -un trasllat que sens dubte es va veure reforçat pels continus danys soferts per l'edifici durant la campanya de Robert I d'Escòcia a Irlanda de l'any 1317. Els merlets esgraonats suggereixen algun tipus d'ocupació durant el segle xv, però l'any 1583, quan va ser ocupat breument per protestants neerlandesos va ser descrit com "el vell castell totalment espoliat".
Al segle xix va ser usat com a jardí i venut quan l'Església d'Irlanda va ser separada de l'estat. Després de la desarticulació de l'església d'Irlanda el 1870, el castell va ser venut a la família Cobbe, que ho va arrendar al botiguer local Robert Savage. Savage va convertir els terrenys del castell en un hort i va vendre els productes a la seva botiga. A la dècada de 1930, el lloc es va col·locar sota la tutela de l'Oficina de Foment, i el 1985 el Consell del Comtat de Dublín (més tard el Consell del Comtat de Fingal) va comprar el castell per a la seva restauració.
El Departament de Parcs del Consell del Comtat de Fingal va dur a terme diversos estudis, incloent un estudi de conservació de tota l'àrea, i el 1995 va acordar un pla per a la restauració gradual del castell a llarg termini. El 1996 es van començar les obres de restauració de la Torre del Conestable, que es va completar l'any 1998. La restauració de la resta del castell continua en funcionament i, quan finalitza, el castell de Swords ha de convertir-se en una atracció turística. El castell recentment renovat es va utilitzar com a lloc de cinema per a la producció de la sèrie de televisió The Tudors a la primavera de 2010.
El Swords Castle and Courtyard està obert al públic de dilluns a divendres només amb cita prèvia trucant al número 00353 (0) 1 890 5600.